# 施典章
施典章（1857年—？），四川瀘州直隸州（今四川省瀘州市）人，清朝政治人物，進士出身。
光緒元年（1875年），鄉試中舉；光緒二年（1876年）登進士，改庶吉士。光緒十二年（1886年），任戶部湖廣司主事，同年改戶部山西司員外郎。光緒十四年，任戶部山東司郎中。光緒十五年，任陝西榆林府知府。光緒二十三年，任廣東瓊州府知府。光緒二十五年，任廣東廣州府知府。光緒三十一年，任川漢鐵路總公司駐上海經理。